# Ribāṭ

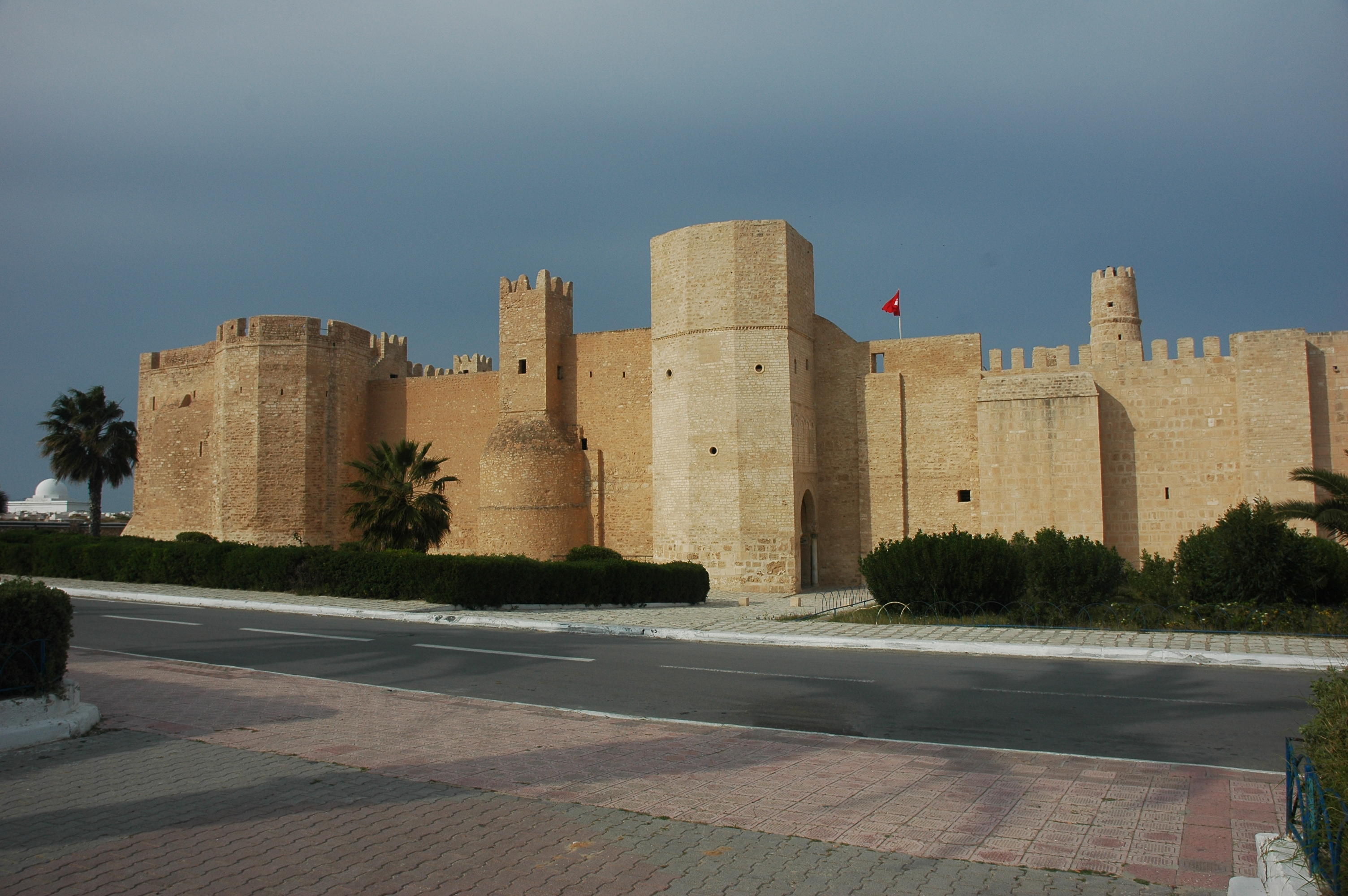
Il ribāṭ di Monastir

Il ribāṭ (in arabo ﺭﺑﺎﻁ‎?) indica un insieme di strutture fisse poste lungo i confini dei domini islamici (la cosiddetta dār al-Islām, o "casa dell'Islam"), finalizzata ad ospitare volontari che potessero assolvere al contempo al dovere di difendere le frontiere dell'Islam e al rafforzamento della fede islamica grazie a esercizi spirituali e devozionali.
Il fatto che spesso tali strutture siano definite "monasteri" aiuta certo a capire le finalità religiose assolte dall'abitante del ribāṭ (ovvero il murābiṭ - parola da cui derivano sia il termine marabutto sia la denominazione della dinastia berbera degli Almoravidi, nonché la moneta da essi coniata, il "Maravedí" o "marabottino"), ma non gli scopi militari da esso adempiuti.
È quindi fuorviante limitarsi a richiamare per i suoi abitanti il concetto di "monaco", figura di devoto del tutto sconosciuta alla cultura islamica, anche se sono in certi casi praticate forme di "ritiro dal mondo", peraltro viste con sospetto dall'Islam ufficiale che, secondo un noto detto del profeta Muhammad, "non ama gli eccessi".
Più calzante invece il paragone che Edmond Doutté (1900: 29-30) istituisce con gli ordini cavallereschi: "Si andava nei ribâṭ per acquisire titoli di favore divino, come da noi un tempo si entrava nell'ordine dei cavalieri di Malta".
Il termine ribāṭ è rimasto in certi casi nella toponomastica per designare località caratterizzate dalla presenza di queste strutture. L'esempio più noto è quello della città di Rabat, originariamente denominata Ribāṭ al-Fatḥ ("Ribāṭ della conquista"), in quanto colà si radunarono le truppe almoravidi in partenza per al-Andalus, nell'XI secolo per soffocare le rivolte dei popoli invasi, che avevano avviato il processo di liberazione della penisola iberica, passato alla storia come Reconquista. Un'altra città del Marocco, Taza, era in origine Rbāṭ Tāza, anche se nome e cultura originali erano berbere.